# 马卡发油
馬卡髮油（Macassar oil）是一種以植物性脂肪油配製而成的護髮乳，流行於維多利亞時代及愛德華時代。
馬卡髮油多以椰子油、棕櫚油或無患子油與依蘭油及其他香油配製而成。
馬卡髮油之得名，是因為這種髮油宣稱其原材料均來自印度尼西亞的望加錫，所以，馬卡髮油也可翻譯成望加錫油。但實際上，馬卡髮油的材料均可隨地配置，不拘于望加錫的植物。
另外，爲了保護椅背，以防止被塗了該髮油的紳士們的頭靠在上面弄髒，出現了椅套（antimacassar）。